# Okręg wyborczy Ennis
Okręg wyborczy Ennis powstał w 1801 r. i wysyłał do brytyjskiej Izby Gmin jednego deputowanego. Okręg Ennis w irlandzkim hrabstwie Clare. Został zlikwidowany w 1885 r.

## Deputowani do brytyjskiej Izby Gmin z okręgu Ennis
- 1801–1802: John Ormsby Vandeleur, torysi
- 1802–1808: James FitzGerald, torysi
- 1808–1812: William FitzGerald, torysi
- 1812–1813: James FitzGerald, torysi
- 1813–1818: William FitzGerald, torysi
- 1818–1820: Spencer Perceval, torysi
- 1820–1820: Ross Mahon, torysi
- 1820–1826: Richard Wellesley, torysi
- 1826–1828: Thomas Frankland Lewis, torysi
- 1828–1831: William Smith O’Brien, torysi
- 1831–1832: William Vesey-FitzGerald, torysi
- 1832–1832: Augustine FitzGerald, torysi
- 1832–1835: Francis McNamara, Repeal Association
- 1835–1847: Hewitt Bridgeman, wigowie
- 1847–1852: James Patrick Mahon, Repeal Association
- 1852–1860: John David FitzGerald, Partia Liberalna
- 1860–1879: William Stacpoole, Partia Liberalna, od 1874 r. Home Rule League
- 1879–1882: James Lysaght Finigan, Home Rule League
- 1882–1885: Matthew Joseph Kenny, Home Rule League